# Jornal da Record
Jornal da Record (também conhecido pela sigla JR) é um telejornal noturno brasileiro, produzido e apresentado pela Record. Estreou em 1974 sob o comando de Hélio Ansaldo. Atualmente, é ancorado por Eduardo Ribeiro e Mariana Godoy. Também possui edições compactas exibidas em formato de boletins ao longo do dia, denominadas Jornal da Record 24h, ancoradas por Camila Busnello, Eduardo Ribeiro e Salcy Lima. Os boletins também são veiculados pela Record News, com seus próprios âncoras.
O telejornal traz a cobertura dos principais acontecimentos no Brasil e no mundo e produz reportagens especiais e investigativas. Possui repórteres em todos os estados do Brasil, através das filiais e afiliadas da Record, e também conta com correspondentes internacionais em seus escritórios localizados nos Estados Unidos (Nova York e Washington D.C.), Europa (Lisboa), Ásia (Tóquio) e Oriente Médio (Jerusalém). O Jornal da Record também é apresentado pela Record Internacional, alcançando mais de 150 países, e é assistido por uma média de 6 milhões de pessoas por minuto em todo o Brasil. Suas reportagens especiais, âncoras e o próprio telejornal já venceram várias premiações, como o Prêmio Esso, Troféu Imprensa, Prêmio Vladimir Herzog e Troféu APCA.
A linha editorial do jornal apresenta normalmente um ponto de vista pró-governo.

## História

### 1974–1999
O Jornal da Record estreou em 24 de setembro de 1974, substituindo o antigo Xecap (baseado no Xecap 1000, noticiário radiofônico da Rádio Record), sob a apresentação de Hélio Ansaldo. Em 1976, passa a se chamar Jornal da Noite. Já em 1985, o Jornal da Noite volta a se chamar Jornal da Record, sendo apresentado por Ricardo Carvalho, que contava com os comentários dos jornalistas Celso Ming e Paulo Markun e com reportagens de Sílvia Poppovic. Em 1988, o telejornal era apresentado por José Nello Marques.
Em 1989, o Jornal da Record passou a ser apresentado por Carlos Nascimento, que era editor-chefe e âncora da atração, Também era apresentado por Wellington de Oliveira e Amália Rocha. A Record tinha, à época, uma estrutura modesta, estando à beira da falência. O telejornal tinha duas horas de duração. Os comentários eram de Renato Faleiros (política), Marco Antônio Rocha (economia), Valmir Salaro (polícia) e Otto Sarkis (repórter especial em Brasília). O JR era transmitido a partir de São Paulo, para emissoras no Rio de Janeiro, Curitiba, Porto Alegre e Brasília.
Nascimento permaneceu até 1990 na emissora, quando voltou à Rede Globo. Maria Lydia Flândoli assumiu a apresentação do telejornal que, de 1990 até 1993, teve duas edições: a regional com as notícias locais e a nacional com as notícias nacionais e internacionais, e permaneceu como apresentadora até 1991, quando Salete Lemos passou a apresentar o JR. Também era apresentado por Ênnio Pesce e Kátia Maranhão, e os comentaristas eram Lucas Mendes (internacional) e Kitty Balieiro (esportes). Também em 1991, o JR ganhou uma segunda edição, exibida no fim de noite, com comando de Bob Floriano. Esta edição durou pouco tempo. No ano seguinte, Carlos Bianchini, vindo da Rede Manchete, assume a atração e passa a dividir a bancada com Adriana de Castro, deixando a apresentação em 1994. Fora, então, substituído por Carlos Oliveira, que dividiu a apresentação do telejornal com Adriana de Castro até abril de 1995.

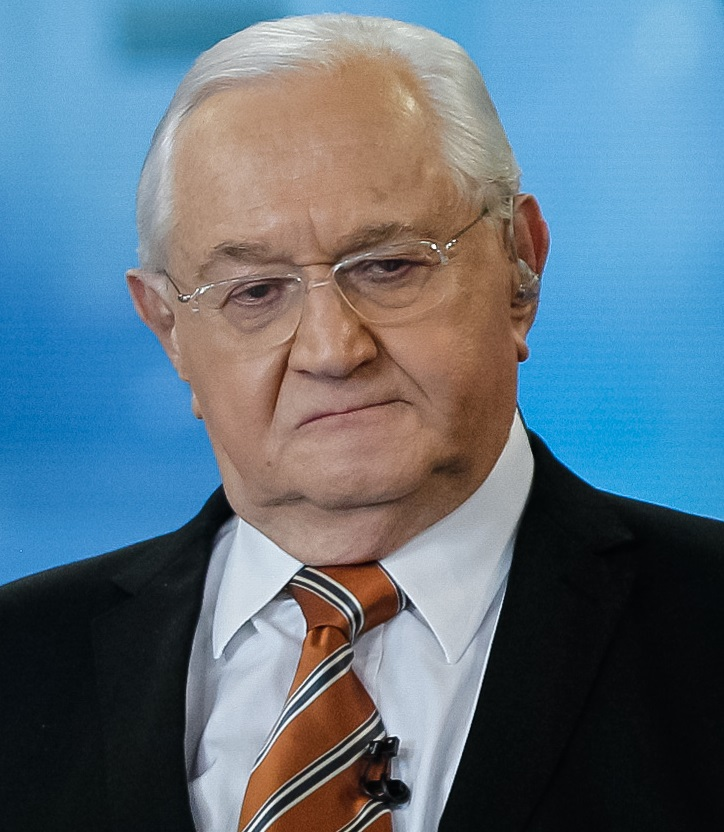
Boris Casoy esteve no Jornal da Record entre 1997 e 2005, marcando uma virada da emissora nos anos 90.

No lugar da dupla, Chico Pinheiro, vindo da Rede Bandeirantes, assumiu o telejornal, que contava ainda com a participação de Adriana de Castro no Rio de Janeiro e Antônio Augusto em Brasília, além dos comentários de Marcelo Pontes (política), Bernardo Carvalho (internacional) e Luiz Nassif (economia). No curto período em que apresentou o Jornal da Record — apenas 6 meses e 11 dias —, Chico envolveu-se em polêmicas com os donos da emissora, ligados à Igreja Universal do Reino de Deus, acusando-os de censura a qualquer notícia ou entrevista com personalidades que contrariassem a orientação religiosa da seita, o que incluía políticos de esquerda, ativistas sociais e, principalmente, membros da igreja católica. Esta última acabou por ocasionar a sua demissão em 26 de outubro, por causa de uma entrevista com o arcebispo do Rio de Janeiro, o cardeal Dom Eugênio Sales, em forma de resposta ao episódio onde dias antes, um pastor da Universal, Sérgio Von Helder, destruiu uma imagem de Nossa Senhora Aparecida em pleno feriado de 12 de outubro, num programa exibido pela Record. Após a demissão de Chico Pinheiro, Ney Gonçalves Dias assumiu interinamente a apresentação do JR, até que Adriana de Castro reassumiu a bancada como titular — agora sozinha — e permaneceu nela até 1997, quando Bóris Casoy deixou o SBT e o TJ Brasil e assinou contrato com a Record. Em 1999, o Jornal da Record Segunda Edição reestreou, como novo nome do Jornal Onze e Meia, estreado em 1997, com comando de Adriana de Castro, que ficou até 2000, quando deixou a emissora. No mesmo ano, Salete Lemos, que já estava no JR, mas como comentarista e apresentadora eventual, assume a segunda edição do jornal, ficando ali até 2001, quando o noticiário é extinto. Em 2002, houve um retorno do JR Segunda Edição, com o comando de Cláudia Cruz e depois de Paulo Henrique Amorim, até sua extinção definitiva, em 2003.

### Década de 2000

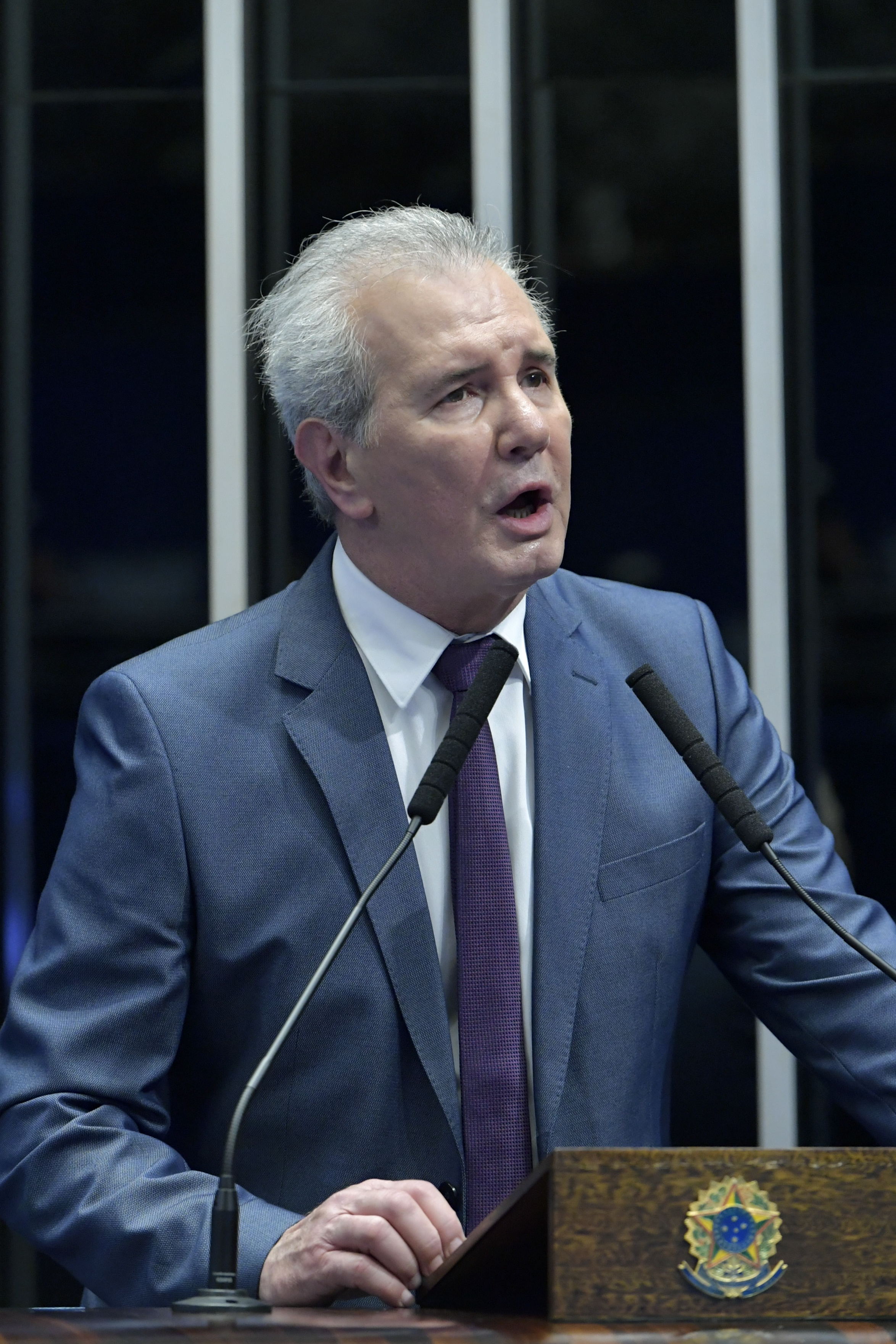
Celso Freitas foi o apresentador mais longevo do Jornal da Record: esteve na função por 19 anos, entre 2006 e 2025

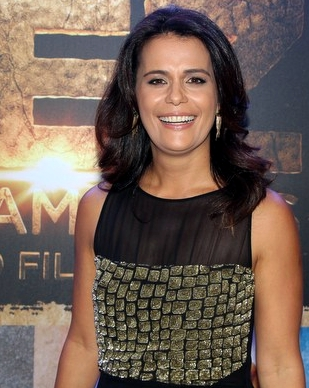
Adriana Araújo fez dupla com Celso Freitas no telejornal entre 2006 e 2009, retornando em 2013,onde ficou até 2020

Em dezembro de 2005, Casoy foi demitido da emissora, sob a alegação de que não se adequava mais aos padrões do jornalismo da Record. Casoy revidou, dizendo que havia sido demitido por pressão do PT. Em seu lugar, assumiu interinamente Heleine Heringer, a ex-apresentadora da previsão do tempo do telejornal nos tempos de Bóris.
Em 30 de janeiro de 2006, pouco menos de um mês depois da demissão de Bóris Casoy, o Jornal da Record passou a ser apresentado por Celso Freitas e Adriana Araújo, contando com uma leve reforma da redação, tornando-a mais ampla e com a presença de uma nova equipe de repórteres num total de quinze vindos da Rede Globo, já que em 2005, a emissora tinha perdido o mesmo número de repórteres para a formação da equipe do recém-lançado SBT Brasil.
Em 7 de maio de 2009, a Record anunciou a contratação da jornalista Ana Paula Padrão por quatro anos, vinda do SBT, para assumir o lugar de Adriana Araújo, que se tornou correspondente da emissora em Nova York. Ao mesmo tempo, Marcos Hummel e Janine Borba assumiram interinamente o Jornal da Record que, devido as reformas na redação, passou a ser feito em um cenário de chroma key. Em 29 de junho, Ana Paula Padrão finalmente assumiu o Jornal da Record completamente reformulado com uma nova redação e pacotes gráficos.

### Década de 2010
Em 27 de setembro de 2010, o telejornal passou a ser transmitido em alta definição, assim como os demais jornalísticos da Rede Record. Em 1.º de novembro, Ana Paula Padrão e Adriana Araújo entrevistaram, para o JR, Dilma Rousseff, que um dia antes, tinha saído vitoriosa das urnas para o primeiro mandato de presidente do Brasil. A entrevista foi a primeira de Dilma depois da vitória, e desde o fim do regime militar, nenhum presidente democraticamente eleito tinha dado uma entrevista para outra emissora que não fosse a Rede Globo.
Em 11 de julho de 2011, o telejornal passou a ser apresentado às 19h40, saindo do confronto direto com o Jornal Nacional. Durante o mês de outubro, a Record transmitiu os Jogos Pan-Americanos, e o Jornal da Record passou a ser apresentado às 18h20; com Ana Paula Padrão da redação montada em Guadalajara, no México, trazendo as notícias do dia da competição, e Celso Freitas em São Paulo, apresentando um resumo das notícias factuais. Após o fim das transmissões do evento, o telejornal voltou a ser apresentado às 20h30, voltando a confrontar com o Jornal Nacional.
Em 20 de março de 2013, Ana Paula Padrão apresentou pela última vez o JR. Ela rescindiu, na tarde desse dia, o contrato assinado em 2009 e que teria mais um mês. A jornalista Adriana Araújo, que antecedeu Ana Paula na apresentação titular feminina do Jornal da Record, foi efetivada e voltou a fazer dupla com Celso Freitas, em 26 de março do mesmo ano.
Em 23 de março de 2015, o Jornal da Record foi para o horário das 21h30, e depois para as 21h45, passando a ser o terceiro jornal mais visto do país, após ser ultrapassado pelo SBT Brasil. Em 18 de novembro, o R7, portal de jornalismo da Record, estreia uma versão para internet do jornal, o JR Online, apresentado às quartas-feiras, ao final da edição na TV.
Em 17 de setembro de 2018, após nove anos sem grandes atualizações, o Jornal da Record ganhou novo cenário e grafismos, mudança que foi aplicada em praticamente todos os jornalísticos da Record. Porém em 2019, com a entrada de Antonio Guerreiro na direção de jornalismo da emissora, após a ida de Douglas Tavolaro para a CNN Brasil, uma nova reformulação foi preparada para o Jornal da Record, menos de um ano após as mudanças iniciais. Antes disso, em março, Lidiane Shayuri passou a fazer a previsão do tempo do telejornal, em substituição a Salcy Lima, que foi deslocada para o telejornal local SP no Ar.
Em 9 de setembro, o Jornal da Record estreou novo cenário, sem a redação ao fundo da bancada (presente desde 2004). O cenário negro, com painéis luminosos curvos na cor azul, possui dois telões, sendo o menor utilizado pelos âncoras durante a interação ao vivo com os repórteres. O telejornal passou a trabalhar também a interatividade com o público através da internet, com lives nas redes sociais, enquetes para as matérias e conteúdos exclusivos para o portal R7 e a plataforma de streaming RecordPlus.
Além da reformulação no telejornal principal, estreou também o boletim Jornal da Record 24h, uma versão compacta exibida quatro vezes ao longo do dia, e outra apenas para a internet através do R7. Os boletins de 10 minutos de duração (com exceção da versão para a web, que tem em média 5 minutos) são apresentados durante a manhã e à tarde por Janine Borba, eventualmente por Camila Busnello,  e à noite por Sérgio Aguiar, sendo o último no encerramento da programação com 15 minutos, apresentando um resumo dos fatos do dia e chegando inclusive a ter entrevistas. Posteriormente, este último boletim também passou a ter comentários sobre política do jornalista Augusto Nunes. A Record News também passou a produzir boletins próprios do JR 24h, com mais edições do que na Record e com seus próprios âncoras, somadas à reprise do telejornal principal veiculado por sua co-irmã.
Em 2 de dezembro, a Record inverteu a exibição das suas telenovelas com o Jornal da Record, trazendo-o novamente para o horário das 19h45, com duração de uma hora, e voltando a colocá-lo em confronto direto com os noticiários das demais redes, com exceção apenas do Jornal Nacional. A mudança de horário beneficiou o JR e em apenas uma semana, o telejornal dobrou seus índices e passou do terceiro para o segundo lugar de audiência, recuperando o status de antes de 2015.

### Década de 2020
Em março de 2020, Celso Freitas, é afastado provisoriamente da bancada do Jornal, por conta da pandemia do COVID-19. Em junho, Christina Lemos passou a ser âncora do telejornal, substituindo Adriana Araújo, que foi para o Repórter Record Investigação. No mesmo mês, Patrícia Costa assumiu a apresentação da edição da 00h30.
Sérgio Aguiar deixou a apresentação da edição das 17h45 do JR24h e em fevereiro de 2021 foi anunciado como novo apresentador do Fala Brasil ao lado de Mariana Godoy.
Em 27 de novembro de 2024, o telejornal estreou seu quadro esportivo, o JR Esporte, apresentado por Paloma Tocci.
Em março de 2025, após 19 anos à frente do telejornal, Celso deixou a Record. Para ocupar o seu posto, foi oficializado o nome de Sérgio Aguiar. No entanto, Aguiar ficaria até o dia 13 de junho, quando deixou JR por ser considerado muito sofisticado para o novo formato do telejornal, que seria reformulado. No seu lugar, foi oficializado o nome de Eduardo Ribeiro, que assumia até então a função de apresentador eventual e uma das edições do Jornal da Record 24h. Em 7 de julho, Mariana Godoy, que assumiu durante o mês de junho a edição principal durante as férias de Christina Lemos, foi efetivada como a nova âncora, repetindo a parceria com Aguiar no Fala Brasil, enquanto que Lemos deixaria a bancada do telejornal para ficar apenas no bloco de assuntos políticos. Além disso, Christina acabaria assumindo a edição da meia-noite do JR 24h, que ganharia um novo formato, focando mais em política e economia, substituindo Salcy Lima.

## Repercussão
Eleições 2018
Como nos governos anteriores, Edir Macedo se posicionou pró-governo, quando Bolsonaro entrou em primeiro lugar nas intenções de voto em 2018. A Folha de S.Paulo apurou, junto a outros jornalistas da Record, que estavam ocorrendo conflitos na linha editorial de jornalismo da mesma para favorecer Bolsonaro. Até aquele momento, nem a emissora, nem o setor de jornalismo apoiavam oficialmente o político. Devido a isso, ainda em 2018, a diretora do Jornal da Record pediu demissão.
Após receber apoio do bispo nas redes sociais, Bolsonaro foi entrevistado pelo Jornal da Record. Naquele mesmo momento, outros candidatos a presidente estavam em debate em outro canal. Bolsonaro não foi pois de recuperava de duas cirurgias após ter sido esfaqueado em Juiz de Fora (MG). Porém, adversários políticos de Bolsonaro questionaram no Tribunal Superior Eleitoral se a entrevista para o Jornal da Record se enquadraria  como “tratamento privilegiado” a um candidato, o que não é permitido por lei. O Ministério Público Eleitoral negou e disse que a reportagem era de interesse jornalístico.
Após a votação do primeiro turno, a edição do Jornal da Record noticiou em destaque e sequência, diversas frases de Ciro Gomes (PDT), que criticava Fernando Haddad (PT). Nesta edição do jornal, não foram transmitidas abordagens críticas sobre Bolsonaro. Uma das reportagens não exibidas foi sobre o mestre de capoeira Romualdo Rosário da Costa, 63, conhecido como Moa do Katendê, que foi esfaqueado após discutir com um eleitor de Bolsonaro. Apesar da direção de jornalismo ser a mesma, foi permitido que a notícia fosse reproduzida no portal R7.
A entrevista de Bolsonaro cedida ao Jornal da Record, também gerou debates entre os especialistas ouvidos pela revista Exame, com alguns concordando com atitude da emissora, mas outros não.
Demissão de jornalistas e o Caso Queiroz
Em junho de 2020, o jornal passou a demitir os jornalistas que tiveram algum posicionamento contrário ao governo Bolsonaro. No mesmo mês, Paulo Pacheco, do Na Telinha, observou a forma incoerente dado a um dos fatos mais importante nos jornais do dia 18 de junho, a prisão de Fabrício Queiroz: "O fato mais importante do dia, a prisão de Fabrício Queiroz, ficou escondido entre outras reportagens policiais. Antes de informar sobre a prisão de Queiroz, o JR falou sobre feminicídio, produtos falsificados, brigas de trânsito, prisão de suspeitos de um grupo de extermínio, golpes na internet e a reconstituição da morte de um garoto assassinado pela própria mãe. Somente após noticiar os casos de coronavírus, o telejornal exibiu a reportagem sobre o ex-assessor do senador Flávio Bolsonaro, filho do presidente. Para efeito de comparação, enquanto o Jornal da Record destinou cinco minutos para cobrir a prisão de Queiroz, o Jornal Nacional, da Globo, gastou 41 minutos, mais da metade da duração completa do telejornal."
Edições gravadas e suposta tentativa de censura
Em 10 de agosto de 2022, o jornal passou a ser exibido de forma totalmente gravada, utilizando como contexto a contenção de gastos e também como uma forma de punição, uma vez que já ocorreram algumas falhas ao vivo, como a falta de conexão entre os repórteres e os âncoras e erros constantes de português em GCs. Tal medida também foi vista como uma tentativa de censura por parte da direção da Record, uma vez que também foi ordenada a exclusão de matérias críticas ao Governo Jair Bolsonaro, já que o então presidente da república disputava a reeleição e o partido Republicanos, ligado à Igreja Universal do Reino de Deus, compunha a coligação do mesmo. Após as eleições, em 1.° de novembro, o jornal voltou a ser apresentado ao vivo.